# Fox Farm
Fox Farm é um filme mudo britânico de 1922, dirigido por Guy Newall, que também estrelou ao lado de Ivy Duke e Barbara Everest. Foi baseado do romance de 1911, Fox Farm, de Warwick Deeping. Foi feito no Beaconsfield Film Studios.

## Elenco
- Guy Newall - James Falconer
- Ivy Duke - Ann Wetherall
- Barbara Everest - Kate Falconer
- Cameron Carr - Jack Rickerby
- A. Bromley Davenport - Sam Wetherall
- Charles Evemy - Slim Wetherall
- John Alexander - Jacob Boase